# Клермон (усадьба)
Клермон (фр. Château de Clermont) — усадьба (шато) с господским домом, построенным между 1643 и 1649 годами близ коммуны Селье, в департаменте Атлантическая Луара, на расстоянии 27 км (17 миль) от города Нант во Франции. Усадьба принадлежала Леону Мопассану, однофамильцу писателя Ги де Мопассана, прежде чем стать собственностью актера Луи де Фюнеса, который был последним её обитателем.

## Описание
В общих чертах замок остался нетронутым с момента своего строительства во времена регентства Анны Австрийской. Его южный фасад, с видом на Луару предлагает панорамный вид на область Мож и виноградники Мюскаде. Что касается северного фасада, к которому ведет тенистый проспект, перпендикулярный улице Клермона, которая ведет к поселку Селье, удаленному приблизительно на километр, он по-прежнему окружен своими первоначальными крыльями. Замок включает около 366 окон и 20 комнат, он окружен 3 гектаровым парком и 17 гектарами виноградника. Частная часовня замка датируется XVII веком, с XIX века — амбар.

## История

### XVII—XIX века
Замок Клермон был построен после победы в битве при Рокруа (19 мая 1643), во время которой «Великий Конде», получивший звание герцога Энгиенского, сохранил трон Людовику XIV и заслужил тем самым огромную милость. Замок был построен для Шеню де Клермон — семейства вассалов принца Конде. Рене Шеню (1599—1672) долгое время командовал крепостями Удон и Шантосо в верхнем течении Луары. Его сын Арди Шеню (1621—1683) занимал пост инспектора укреплений, городов, замков и крепостей Бретани.
Шеню были верными вассалами принцев Конде. Их вассальная зависимость была скреплена и узами личной дружбы. Рене Шеню был современником и верным союзником третьего принца. Даты жизни Арди почти совпадают с датами жизни «Великого Конде», дворянином палаты которого он был. По традиции, принято, что один из Шеню, отец или сын, в бою спас жизнь его сеньеру Конде, который после захотел выразить свою благодарность. В любом случае, строительство Клермона, чьи пропорции поистине грандиозные, свидетельствует о княжеской щедрости.
Во время французской революции замок попал в руки республиканских войск. Барон Антуан де Жамониэр, владеющий замком, после кончины своих родителей, продает его графу Лареенти-Толозан в 1845 году, который переуступает его в 1860 году семье Нау де Мопассан, который, несмотря на фамилию, не имел очевидного родства с писателем Ги де Мопассаном.

### Замок Нау де Мопассан (1860—1963)
Замок становится по очереди собственностью:
- 1860—1880: Леон Нау де Мопассан (1810 — † 1880), который женился 18 мая 1859 в Базилике Св. Клотильды в Париже на Мелани Елизавете Хюбнер (1834 — † 1908).
- 1880—1908: Мелани Елизавета Хюбнер (1834 — † 1908), его жена
- 1908—1941:Шарль Нау де Мопассан (1866 — † 1941), его сын, который женился 19 октября 1912 в Париже на Марии Варфоломеи (1884 — † 1963).
- 1941—1963: Мария Варфоломея (1884 — † 1963), его жена, без потомства.

### ЗамокЛуи де Фюнеса
Луи де Фюнес и его жена, урожденная Жанна Бартелеми, часто ездили на отдых в район Клермона, тогда являвшийся собственностью «графа» Шарля Но Мопассан. Супруга Шарля Но Мопассана, урожденная Мария Бартелеми, была тетей Жанны де Фюнес. Чета Нау-Варфоломея не имела потомства, и жена Жанна Бартелеми де Фюнес унаследовала участие в совместном владении замка в 1963 году. Весь замок, необитаемый к тому времени уже в течение шести лет, чета де Фюнес получила в 1967 году.
Тогда владение включало в себя 30 комнат, 365 окон, хозяйственные постройки, 30 гектаров парка. Там, страстно увлеченный ботаникой, актёр ухаживал за розами. Он жил в этом замке вплоть до своей внезапной смерти в 1983 году. Его семья, не желавшая поддерживать такое большое здание, продала его в 1986 году (через три года после смерти актера) ассоциации для разработки альтернатив госпитализации (l’ADAH). Поскольку замок не состоял на государственной охране, его частично перестроили.

### Замок с 1986 года
С 1986 года ассоциация становится владельцем замка и остается им до 2005 года. Она заботится об инвалидах, страдающих психическими расстройствами. Подсобные постройки превращаются в мастерские: швейную, камнерезную, столярную, прачечную — чтобы занять пациентов. Часть замка превращается в ресторан, в другой части проводятся художественные мероприятия (театральные постановки, выставки изобразительного искусства, концерты классической музыки), третья часть здания превращается в зал для организации различных событий (свадьбы, конгрессы). В парке сохраняется розарий Луи де Фюнеса, который используется как садовая мастерская, до 2005 года.
В 2005 году замок выкупили риелторы, планировавшие переоборудовать его под многоквартирное жильё. Первые жильцы водворились в замке в начале 2009 года, ещё до окончательного завершения проекта.

## Архитектура
Замок Клермон представляет три основные черты стиля Людовика XIII:
- отделка кирпичом и камнем розового оттенка, которая смягчает строгие линии
- шиферные крыши нескольких основных зданий и отдельных независимых друг от друга строений
- центральный павильон, служащий корпусом для парадной лестницы, возвышающийся над другими зданиями.

Первоначально, центральный павильон был выше — увенчанный маяковой камерой, в которой находился колокол, чтобы бить тревогу при необходимости.
По отношению к посетителю, прибывшему большим проспектом, который пересекает сухой ров над двором, открывается вид на два крыла на переднем плане и на два квадратных павильона, которые можно считать павильонами приема.